# North Dorset
North Dorset war bis 2019 ein District in der Grafschaft Dorset in England. Verwaltungssitz war Blandford Forum; weitere bedeutende Orte waren Charlton Marshall, Child Okeford, Gillingham, Marnhull, Motcombe, Shaftesbury, Stalbridge, Sturminster Newton und Tarrant Monkton.
Der Bezirk wurde am 1. April 1974 gebildet und entstand aus der Fusion der Municipal Boroughs Blandford Forum und Shaftesbury sowie der Rural Districts Blandford, Shaftesbury und Sturminster. Zum 1. April 2019 ging der District in der neuen Unitary Authority Dorset auf.
Koordinaten: 50° 52′ N, 2° 10′ W